# Aspila viridescens
Aspila viridescens là một loài bướm đêm trong họ Noctuidae.